# Баятла (хутор)
Баятла, также Баятлы (баш. Баятлы) — упраздненный до 1972 года хутор в составе Иткуловского сельского совета Ишимбайского района БАССР(Республики Башкортостан).
Находился у лесной дороги от Уразбаево на Асиялан. После ущелья Шарлама на дороге стояли Лесхоз, Баятлы, Курсук, Кислая Поляна, Черемуховый дол, Асиялан и другие.
В 2019 году на поляне Баятлы Иткуловского сельского совета более 300 представителей лесхоза, общественности, сельского поселения, школьники и добровольцы высадили 100 тысяч саженцев сосны и лиственницы

## Географическое положение
Расстояние до:
- города Ишимбай: 35 км (1969 г.)
- села Петровское: 30 км (1952 г.)
- центра сельсовета (д. Верхне-Иткулово): 4 км (1952 г.), 10 км (1969 г.)
- ближайшей ж/д. станции Ишимбаево — 24 км (1952 г.), 35 км (1969 г.)

## Население
На 1 января 1969 года проживали 3 человека, преимущественно русские.